# شی تخت
شی تخت روستایی در  مرغاب از ولایت غور در کشور افغانستان است.